# فرنسيس مور (لاعب هوكي الجليد)
فرنسيس مور هو لاعب هوكي الجليد كندي، ولد في 29 أكتوبر 1900 في أونتاريو في كندا، وتوفي بنفس المكان في 21 يناير 1976.

## وصلات خارجية
- فرنسيس مور على موقع EliteProspects.com (الإنجليزية)
- فرنسيس مور على موقع أوليمبيديا (الإنجليزية)